# Бекетова Галина Володимирівна
Бекетова Галина Володимирівна  (нар. 30 липня 1959, Тернопіль) — доктор медичних наук, професор, заслужений лікар України. Головний підлітковий терапевт МОЗ України. Голова асоціації педіатрів Києва. Член правління Всеукраїнської асоціації дитячих гастроентерологів і нутриціологів, член Всесвітнього Європейського та Українського клубу панкреатитів. Завідувач кафедри дитячих і підліткових захворювань НМАПО імені П. Л. Шупика .

## Біографічні відомості
Бекетова Галина Володимирівна народилася 30 липня 1959 року в родині службовців.
1976 — 1982 рр. навчалась на педіатричному факультеті Київського медичного інституту (нині Національний медичний університет ім. О. О. Богомольця).
1982 — 1987 рр. працювала ординатором інфекційного відділення дитячої клінічної лікарні Києва.
1987 — 1989 рр. навчалась в клінічній ординатурі Київського державного інституту удосконалення лікарів (нині Національна медична академія післядипломної освіти (НМАПО) імені П. Л. Шупика) на кафедрі педіатрії-2.
1989 — 1992 рр. навчалась в очній аспірантурі на кафедрі педіатрії-2 (з 1991 р. — на кафедрі педіатрії № 3), успішно захистивши кандидатську дисертацію на тему: «Клініко-патогенетичне обґрунтування терапії гострих стенозуючих ларинготрахеїтів у дітей раннього віку» (науковий керівник — професор Г. М. Тебенчук).
2003 р. захистила докторську дисертацію на тему: «Клініко-патогенетичне обґрунтування диференційованої терапії хронічних гастродуоденітів у дітей (клініко-експериментальне дослідження)» (науковий консультант професор С. С. Казак).
З 2006 р. — професор, з 2008 р. — завідувач цієї ж кафедри.
2009 р. отримала вчене звання професора та почала виконувати обов'язки головного позаштатного спеціаліста МОЗ України за спеціальністю «підліткова терапія».
2010 р. отримала Почесне звання «Заслуженого лікаря України».
2012 р. очолила Асоціацію педіатрів Києва.
2014 р. — головний позаштатний спеціаліст МОЗ України за спеціальністю «педіатрія».

## Наукова діяльність
Автор та співавтор понад 300 наукових та навчально-методичних публікацій, з них — 1 монографія, 9 навчально-методичних посібників, 3 національних підручників. Співавтор 24 патентів на винахід та корисну модель, 20 раціоналізаторських пропозицій, 6 інформаційних листів, 3 галузевих нововведень, 19 навчальних програм та навчальних планів.
Член Координаційних Рад МОЗ України по впровадженню Стратегії ВООЗ/ЮНІСЕФ «Медико-соціальних послуг підліткам та молоді на основі дружнього підходу», Розширеною стратегії по підтримці грудного вигодовування «Клініка, дружня до молоді». Член Координаційної Ради НДІ здоров'я дітей і підлітків. Член Вченої Ради МОЗ України, Член Центральної атестаційної комісії МОЗ України.

## Учні
Підготувала 1 доктора (Г. П. Мозгова) та 2 кандидатів медичних наук (Р. З. Ган, Т. М. Гнатенко), 7 магістрів (з них — 3 іноземці). Зараз науковий керівник 5 кандидатських дисертацій.

## Міжнародна діяльність
2013 р. — міжнародний експерт з педіатрії, з 2014 р. — міжнародний експерт по вивченню пробіотиків.
2013 р. — участь у Гранті Європарламенту по вивченню стану здоров'я дітей, які проживають на радіаційно забруднених територіях.

## Державні нагороди
- Орден «За заслуги» III ст. (7 березня 2018) — за значний особистий внесок у соціально-економічний, науково-технічний, культурно-освітній розвиток Української держави, зразкове виконання службового обов'язку та багаторічну сумлінну працю[1]

## Хобі
Джазова музика, гірсько-лижний спорт, черепахи.